# Delta Goodrem
Delta Lea Goodrem (Sydney, 9 de novembro de 1984) é uma cantora pop, compositora e atriz australiana.

## Biografia
Delta Goodrem toca piano desde os oito anos de idade. Durante a infância fez alguns anúncios publicitários e obteve um papel na série de televisão "Police Rescue". Aos 12 anos gravou uma cassete de apresentação com canções suas, que enviou à sua equipa favorita de futebol americano, os Sydney Swans. Delta tinha a ilusão de poder cantar o hino nacional australiano antes de começar um dos jogos da sua equipa favorita.
Os jogadores gostaram da casseste e enviaram-na ao produtor musical Glenn Wheatley. Este mostrou-se interessado em Goodrem, que tinha na época 15 anos, e conseguiu-lhe um contrato com a Sony. Um ano mais tarde saiu na Austrália o seu primeiro single, "I Don't Care". No entanto, o álbum do que esta canção ia fazer parte nunca chegou a publicar-se.
Desde 2002, Goodrem actua na série de televisão australiana Neighbours, no papel de Nina Tucker. Esta série tornou famosos também a outros cantores, como Jason Donovan,  Kylie Minogue e Natalie Imbruglia.
Em Novembro de 2002 foi lançado o seu segundo single, "Born To Try", que se converteu no número 1 das listas de êxito na Austrália. O álbum completo, "Innocent Eyes", foi publicado pouco depois e manteve-se durante mais de 30 semanas na primeira posição dos tops australianos. Também obteve grande êxito nos tops britânicos.
Uma das canções é um dueto com o cantor irlandês Brian McFadden, que foi um dos membros do grupo Westlife e que é ex-noivo da cantora.
Em 2005, Delta participou do filme "Hating Alison Ashley" (dublado: "Reis da Galera"), fazendo o papel de Alison Ashley.
No Outono de 2007 Delta Goodrem regressa ao mundo musical com o seu novo disco intitulado "Delta", do qual foi extraído o single "In This Life" que permaneceu várias semanas no nº1 dos Tops da Austrália. O segundo single do álbum Delta foi Believe Again que fez um bom sucesso, já que alcançou a posição '2' o videoclipe da música fez tanto sucesso que ganhou o MTV VIDEO AWARDS AUSTRALIA como melhor videoclipe. O 3º single "You Will Only Break My Heart" foi um pouco fracasso alcançou apenas a posiçaõ número 14. Agora, sua nova música I Can't Break It To My Heart foi lançada em Agosto para recuperar o sucesso dela, mas só alcançou a posição #12, e ficou apenas poucas semanas no ARIA Australia Charts.
Atualmente, é jurada no programa The Voice da Austrália.

## Vida Pessoal
Delta Goodrem já namorou o cantor Brian McFadden, do Westlife, por cerca de oito anos. Um bom tempo após o término, começou a namorar Nick Jonas, entretanto, após cerca de um ano, o namoro chegou ao fim. Desde 2017 está com o músico Matthew Copley.

## O Câncer
Em uma entrevista, Delta conta que estava fazendo exercícios aeróbicos quando sentiu algo em seu pescoço, mas não estava visível. No dia 8 de julho de 2003, aos 18 anos, foi diagnosticada com câncer linfático. Por se tratar de um agressivo tipo de câncer, Delta foi tratada com quimioterapia, resultando na queda de todo o seu cabelo e sendo necessária a utilização de aparelho fixo dentário para prevenir a perda dos dentes.
Quando diagnosticada, Delta estava no auge da carreira com o álbum Innocent Eyes. Entretanto, foi forçada a interromper toda a divulgação do álbum para se tratar.  No mesmo ano, mesmo doente, compareceu ao ARIA Awards, o Grammy australiano. Em uma entrevista, delta contou que gostaria de ter ido careca, entretanto, preocupada com o choque estético que poderia causar em seus fãs mais novos, optou por usar uma peruca e continuou usando o aparelho dentário. Nesta noite, Delta levou 7 prêmios que concorria, foi homenageada e descreveu como "uma das noites mais emocionantes de sua vida".
Um ano depois foi constatado que o tratamento fora bem sucedido e Goodrem estava livre do câncer. Feliz por voltar á ativa, lançou o álbum ''Mistaken Identity'', no qual boa parte das músicas foram compostas por ela durante seu mau período. O álbum foi número um nos mais vendidos da Austrália, rendeu um certificado de platina e ainda foi aclamada por toda a crítica especializada.

## Discografia
| Álbum                       | Detalhes do Álbum                                                                            | Melhores posições | Melhores posições | Melhores posições | Melhores posições | Vendas                    | Certificações                                          |
| Álbum                       | Detalhes do Álbum                                                                            | AUS               | NLZ               | SUI               | RU                | Vendas                    | Certificações                                          |
| --------------------------- | -------------------------------------------------------------------------------------------- | ----------------- | ----------------- | ----------------- | ----------------- | ------------------------- | ------------------------------------------------------ |
| Innocent Eyes               | - Lançamento: 21 de março de 2003 - Formato(s): CD, digital download - Gravadora(s): Epic    | 1                 | 6                 | 14                | 2                 | - : 1,120,000 - : 900,000 | - : 15× Platina - : 3× Platina - : Ouro - : 3× Platina |
| Mistaken Identity           | - Lançamento: 08 de novembro de 2004 - Formato(s): CD, digital download - Gravadora(s): Epic | 1                 | 7                 | 50                | 25                | - : 350,000 - : 100,000   | - : 5× Platina - : Platina - : Ouro                    |
| Delta                       | - Lançamento: 20 de outubro de 2007 - Formato(s): CD, digital download - Gravadora(s): Sony  | 1                 | 12                | —                 | —                 | - : 210,000               | - : 3× Platina - : Ouro                                |
| Child of the Universe       | - Lançamento: 26 de outubro de 2012 - Formato(s): CD, digital download - Gravadora(s): Sony  | 2                 | 18                | —                 | —                 | - : 55,000                | - : Ouro                                               |
| Wings of the Wild           | - Lançamento: 01 de julho de 2016 - Formato(s): CD, digital download - Gravadora(s): Sony    | 1                 | 8                 | —                 | 129               | - : 35,000                | - : Ouro                                               |
| Only Santa Knows            | - Lançamento: 12 de novembro de 2020 - Formato(s): CD, digital download - Gravadora(s): Sony | 2                 | —                 | —                 | —                 | - : 25,000                |                                                        |
| Bridge over Troubled Dreams | - Lançamento: 14 de maio de 2021 - Formato(s): CD, digital download - Gravadora(s): Sony     | 1                 | —                 | —                 | —                 | - : 30,000                |                                                        |

Singles
"I Don't Care"
"Born to Try"
"Lost Without You"
"Innocent Eyes"
"Not Me, Not I"
"Predictable"
"Out of the Blue"
"Mistaken Identity"
"Almost Here"
"A Little Too Late"
"Be Strong"
"Together We Are One"
"Flawed"
"In This Life"
"Believe Again"
"You Will Only Break My Heart"
"I Can't Break It to My Heart"
"Sitting On The Top Of The World"

## Videografia
- Delta [DVD/VHS] (2003)
- The Visualise Tour: Live in Concert[DVD] (2005)
- Believe Again: Australian Tour 2009 [DVD] (2009)

Clipes
| Ano  | Título                                 | Diretor         |
| ---- | -------------------------------------- | --------------- |
| 2001 | "I Don't Care"                         | Anthony Rose    |
| 2001 | "A Year Ago Today"1                    | Fabrizio Lipan  |
| 2002 | "Born to Try"                          | Miikka Lommi    |
| 2003 | "Lost Without You"                     | Katie Bell      |
| 2003 | "Innocent Eyes"                        | Michael Gracey  |
| 2003 | "Not Me, Not I"                        | Michael Spiccia |
| 2003 | "Predictable" (Live at Channel [V] HQ) |                 |
| 2004 | "Out of the Blue"                      | Nigel Dick      |
| 2005 | "Mistaken Identity"                    | Michael Spiccia |
| 2005 | "Almost Here"                          | Martin Weisz    |
| 2005 | "A Little Too Late"                    | Anthony Rose    |
| 2005 | "Lost Without You" (US version)        |                 |
| 2005 | "Be Strong"                            |                 |
| 2005 | "The Analyst"                          | Ash Lyons       |
| 2006 | "Together We Are One"                  |                 |
| 2006 | "Flawed"                               |                 |
| 2007 | "In This Life"                         | Rocky Schenck   |
| 2007 | "Believe Again"                        | Michael Spiccia |
| 2008 | "You Will Only Break My Heart"         |                 |
| 2008 | "In This Life" (US version)            | Robert Hales    |
| 2008 | "I Can't Break It to My Heart"         |                 |

1 A versão de 2001 da música é diferente da que aparece no album Innocent Eyes de 2003, parecendo mais com seu album "Delta". Ou seja, a música foi regravada para o album Innocent Eyes para se adequar mais ao estilo do álbum.

## Composições
As músicas a seguir foram escritas por Goodrem, e executadas por outros artistas.
| Ano  | Título                                          | Artista                            | Album                                          |
| ---- | ----------------------------------------------- | ---------------------------------- | ---------------------------------------------- |
| 2004 | "Let's Dance (Nikki Webster song)\|Let's Dance" | Nikki Webster                      | Let's Dance (Nikki Webster album)\|Let's Dance |
| 2007 | "Eyes on Me (Celine Dion song)\|Eyes on Me"     | Celine Dion                        | Taking Chances                                 |
| 2008 | "Days Go By"                                    | Idol (Norway)#Season 5\|Glenn Lyse | Come Closer                                    |
| 2008 | "Room To Breathe"                               | Brian McFadden                     | Set in Stone                                   |
| 2008 | "Forgive Me Twice"                              | Brian McFadden                     | Set in Stone                                   |
| 2009 | "Houston"                                       | Snob Scrilla                       | Day One                                        |

## Filmografia
| Filme       | Filme                                         | Filme              | Filme |
| Ano         | Filme                                         | Papel              | Notes |
| ----------- | --------------------------------------------- | ------------------ | --- |
| 2005        | Hating Alison Ashley                          | Alison Ashley      | |
| Televisão   |                                               |                    | |
| Ano         | Título                                        | Papel              | Informações                                                                                                |
| 1993        | Hey Dad..!                                    | Cynthia Broadhurst | Convidada Especial - "The Real Ladies Man"                                                                 |
| 1993        | A Country Practice                            | Georgina Bailey    | Convidada Especial - "Little Lies: Part 1" - "Little Lies: Part 2"                                         |
| 1995        | Police Rescue                                 | Shopie Harris      | Convidada Especial - "Conduct Endangering Life"                                                            |
| 2002 – 2003 | Neighbours                                    | Nina Tucker        | Papel Recorrente - Five episode return (2004) - "Love Is Blind" (2005) - "Friends For Twenty Years" (2005) |
| 2005        | North Shore                                   | Taylor Ward        | Participação Especial - "The Ex-Games"                                                                     |
| 2012 2015   | The Voice                                     | Mentora            | |
| 2019        | Olivia Newton-John: Hopelessly Devoted to You | Olivia Newton-John | |